# 科紐什基 (利維夫州)
科紐什基（羅馬化：Koniushky）是烏克蘭西部利維夫州亞沃里夫區舍希尼市鎮的村莊。該村始建於1940年，面積0.54平方公里，海拔高度225米，2001年人口217。